# Andrea Accardi
Pour les articles homonymes, voir Accardi.
Andrea Accardi (né le 29 avril 1968 à Palerme) est un dessinateur de bande dessinée italien.

## Publications en français
Accardi est le dessinateur de chacun de ces albums, et son collaborateur le scénariste.
- De l'autre côté de la nuit, avec Massimiliano De Giovanni (it), Vertige Graphic, 2002  (ISBN 2-908981-57-2).
- Fou de toi, avec Massimiliano De Giovanni, Vertige Graphic, 2002  (ISBN 2-908981-69-6).
- Fils de l'enfer, avec Onofrio Catacchio (it), Albin Michel, coll. « Post mortem », 2004  (ISBN 2-226-15267-9).
- Bar Code, t. 1 : L'Enfant Dieu, avec Massimiliano De Giovanni, Soleil Productions, coll. « Soleil levant », 2006  (ISBN 2-84946-343-4).
- Le Voyage d'Akaï, avec Massimiliano De Giovanni, Dargaud :

1. La Fleur que tu m'avais jetée, 2009  (ISBN 978-2-505-00691-6).
2. Pleurez ! Pleurez, mes yeux !, 2010  (ISBN 978-2-505-00806-4).

- Au nom du père..., avec Luca Enoch, Physalis, 2015  (ISBN 978-2-366-40069-4).
- Chanbara, avec Roberto Recchioni, Nouveau Monde graphic :

1. La Rédemption du samouraï, 2017  (ISBN 978-2-369-42545-8).
2. Les Fleurs du massacre, 2017  (ISBN 978-2-369-42546-5).

## Récompense
- 2013 : Prix Micheluzzi du meilleur dessinateur pour Le Storie (it), t. 2 : La Rédemption du samouraï